# Elsie Owusu

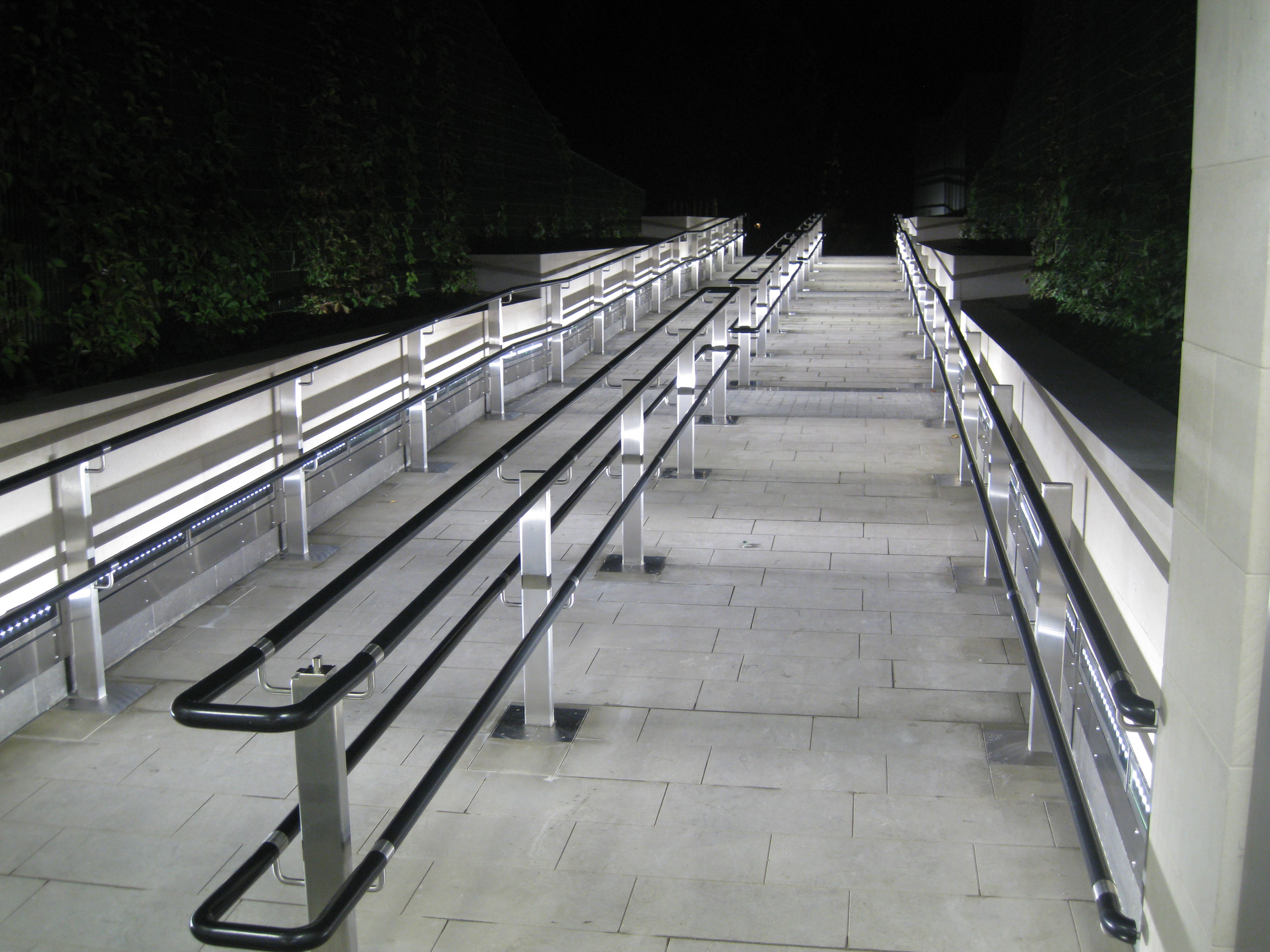
Ingreso a la estación de Green Park en Londres

Elsie Margaret Akua Owusu (1953) es una arquitecta de Ghana. Miembro fundadora y primera presidenta de la Sociedad de Arquitectos Negros. Es también conocida por haber codirigido la remodelación del edificio del Tribunal Supremo del Reino Unido en 2009 y trabajado en la estación de metro de Green Park.

## Biografía
Owusu estudió en el Streatham and Clapham High School de Londres. Se formó como arquitecta en la Architectural Association de Londres entre 1974 y 1980. En 1984 pasó su examen final. Fue socia del estudio Feilden+Mawson desde 2006 hasta 2015. En paralelo desde 2000 dirige su propia firma Elsie Owusu Architects Ltd.
En el proyecto Aurifex, está diseñando joyería de oro junto a artesanos de Ghana y artistas británicos.

## Premios
Fue votada Mujer Empresaria africana del Año en 2014.
Fue nombrada Oficial de la Orden del Imperio Británico en los Birthday Honours de 2003.